# Káldor György
Káldor György (Budapest, Terézváros, 1900. március 10. – Budapest, Józsefváros, 1958. január 18.) magyar újságíró, kiadói lektor, pártmunkás.

## Élete
Káldor (Kohn) József (1858–1916) bizományi üzlettulajdonos, majd kézműárú ügynök és Fuchs Ilona (1867–1938) fia. Fiatal egyetemistaként részt vett a baloldali diákmozgalomban, a Magyarországi Tanácsköztársaság bukását követően így emigrálni kényszerült. Tagja volt a Vasárnapi Körnek. Bécsben, majd Heidelbergben élt, ahol befejezte egyetemi tanulmányait. 1925-ben ismét Bécsben telepedett, ahol egy időben a Rote Fahne című lap munkatársa volt, a következő évben pedig hazatért, és a Pester Lloydnál kezdett dolgozni, mint külpolitikai szerkesztő, egyben vezércikkíró. Ez idő tájt főként a nemzetközi gazdaság és politika összefüggéseivel foglalkozott, és cikkei jelentek meg a Századokban. 1942-ben büntetőszázadba sorozták, és az orosz frontra került, ahol hadifogságba esett. A második világháborút követően a Magyar Rádió külügyi osztályát vezette, majd a Magyar Távirati Iroda szerkesztője volt. 1947-ben összeházasodott Csillag Vera grafikussal. 1950-ben koholt vádak alapján letartóztatták, majd elítélték. 1955-ben szabadult, és kiadói lektorként működött, egészen 1958-as haláláig.
Első felesége Ritter Adolf és Deutsch Cecília lánya, Mária volt, akit 1926. március 25-én Budapesten vett nőül.

## Fő műve
- A mai Lengyelország (Budapest, 1948)